# Marbre de Lasa

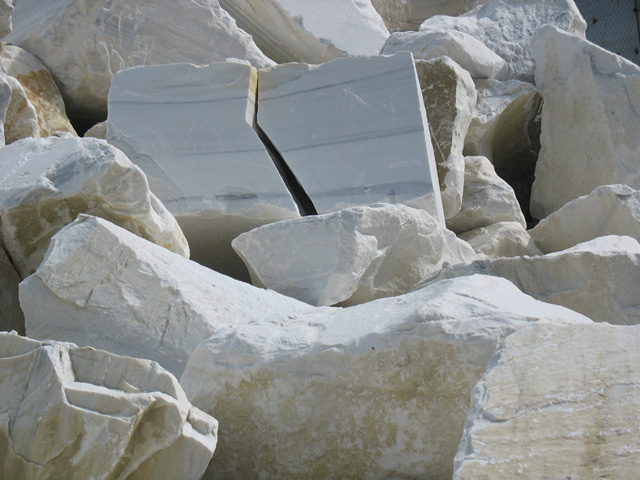
Marbre de Lasa.

Le marbre de Lasa (en italien : marmo di Lasa) est un marbre très dur, durable et résistant aux intempéries originaire de la province autonome de Bolzano (Tyrol du Sud) en Italie.
Le est extrait dans le val Venosta, dans la vallée de (de) Lasa. Au XIXe siècle, ce marbre est prisé par les architectes et sculpteurs sur pierre et a été utilisé entre-autres pour la construction de la Mosquée Cheikh Zayed (élévation intérieure).

## Histoire
Ce marbre est extrait de la montagne de Tramontana (Vinschger Nördersberg) dans la vallée de Lasa (Laaser Tal) dans la montagne de Covelano (Göflaner Berg) dans la municipalité de Silandro. Utilisé dès l'Antiquité par les Romains pour les bornes de la Via Claudia Augusta, puis tombé en désuétude, il est redécouvert à l'époque moderne et finalement au XIXe siècle dans les carrières de la Croda Jenne et de la cascade de l'Acqua Bianca (Weißwasser).

## Géologie
Le gisement de marbre de Lasa appartient à une ligne de gisements de marbre du groupe d'Ortles-Cevedale dans la vallée méridionale du Vinschgau, situés à proximité et parallèlement à une ligne de faille géologique, la ligne Insubric. Parmi ces gisements de marbre figurent ceux de la bande de Lasa à l'ouest de Val Pusteria à l'est. C gisements de marbre sont généralement encastrés dans des gneiss polymétamorphiques. Au sud de Lasa se trouvent, en plus de Mycènes, des schistes mylonitiques, des paragneiss et des amphibolites à prédominance de marbre blanc en surface (appelé « unité Lasa »).
Ce gisement de marbre situé sur le flanc nord-est du groupe d'Ortler comprend des ressources d'environ 500 millions de mètres cubes. Il est situé à environ 40 kilomètres à l'ouest de Merano et s'est formé il y a environ 400 millions d'années au cours de l'orogenèse hercynienne, lorsque le calcaire d' Afrique du Nord est transporté par la plaque tectonique de dérive continentale dans la région de Lasa. Ce calcaire a été transformé en marbre par la chaleur et la pression.

## Carrières
La production du marbre de Lasa est réduite en 2009 dans les carrières de Jennwand et d'Acqua Bianca. Une autre carrière est celle de Mitterwandl-Bruch, où l'on obtient le « marbre de Göflaner » et la montagne Tarnello (Tarnellerbrückl) et le Nesselwandbruch dans la région de Lasa. Dans le gisement de marbre de Croda Jenne (Jennwand, 2962 m), il présente des structures plissées,,. Le marbre est extrait dans des tunnels à Croda Jenne à Lasa et dans la carrière à ciel ouvert de Covelano à 2 170 m d'altitude, il est stocké depuis 1930 dans une zone de 55 000 m2 située à la limite sud de Lasa, le « village du marbre ».

## Propriétés et teneur en minéraux
Le marbre Lasa est résistant au gel et bénéficie d'une garantie de résistance au gel. Sa teneur en carbonate de calcium va de 96,4 à 98,6 %. La résistance à la compression à la fracture fraîche est d'environ 118 MPa. Des couches de quartz et de mica sont incluses et il y a de plus gros cristaux de calcite dans la structure rhomboédrique.
Les autres composants minéraux de cette roche sont l'actinolite, la dolomite, la pyrite, la titanite, le rutile et le zircon [...].

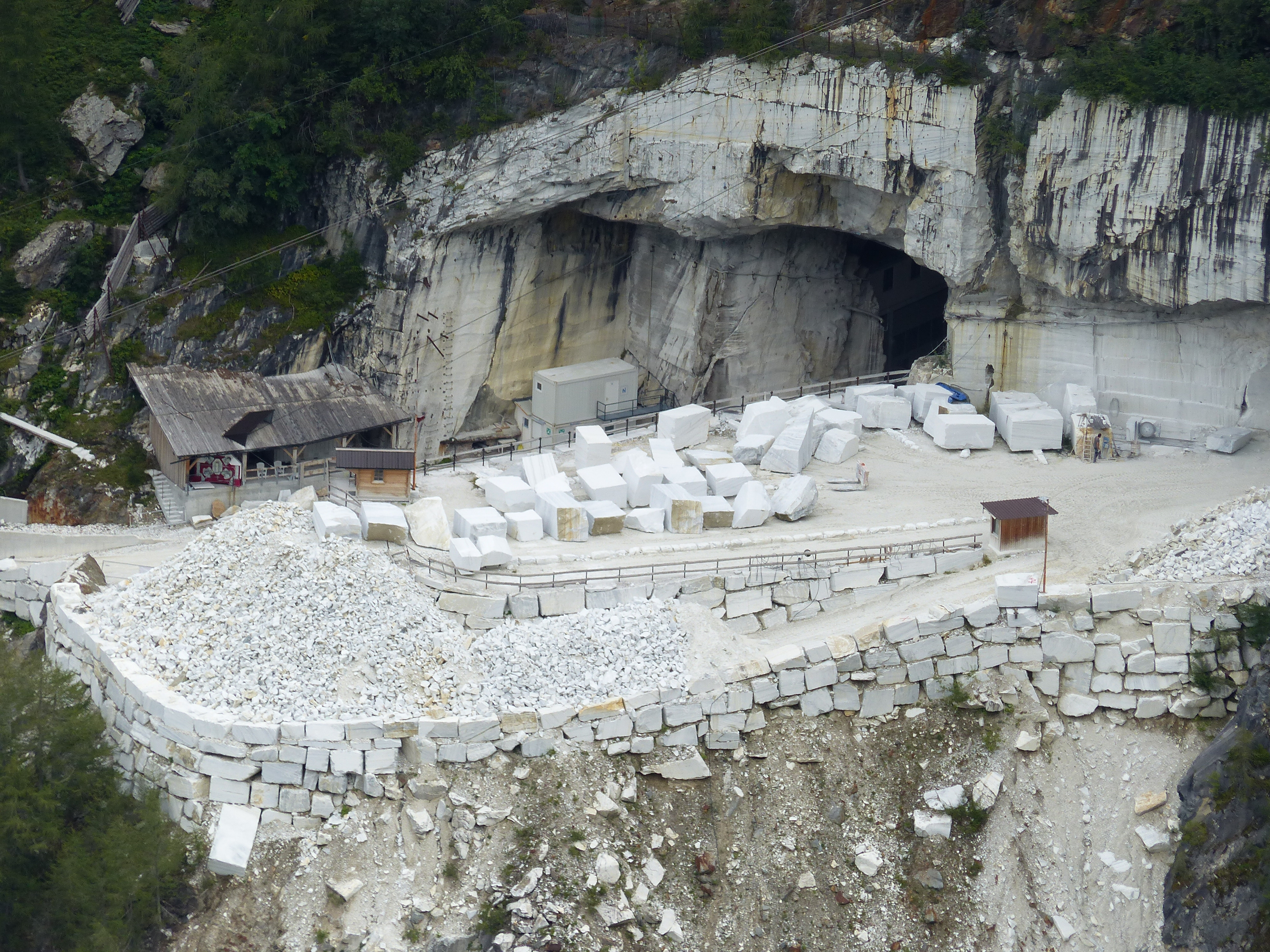
Extraction du marbre de Lasa.
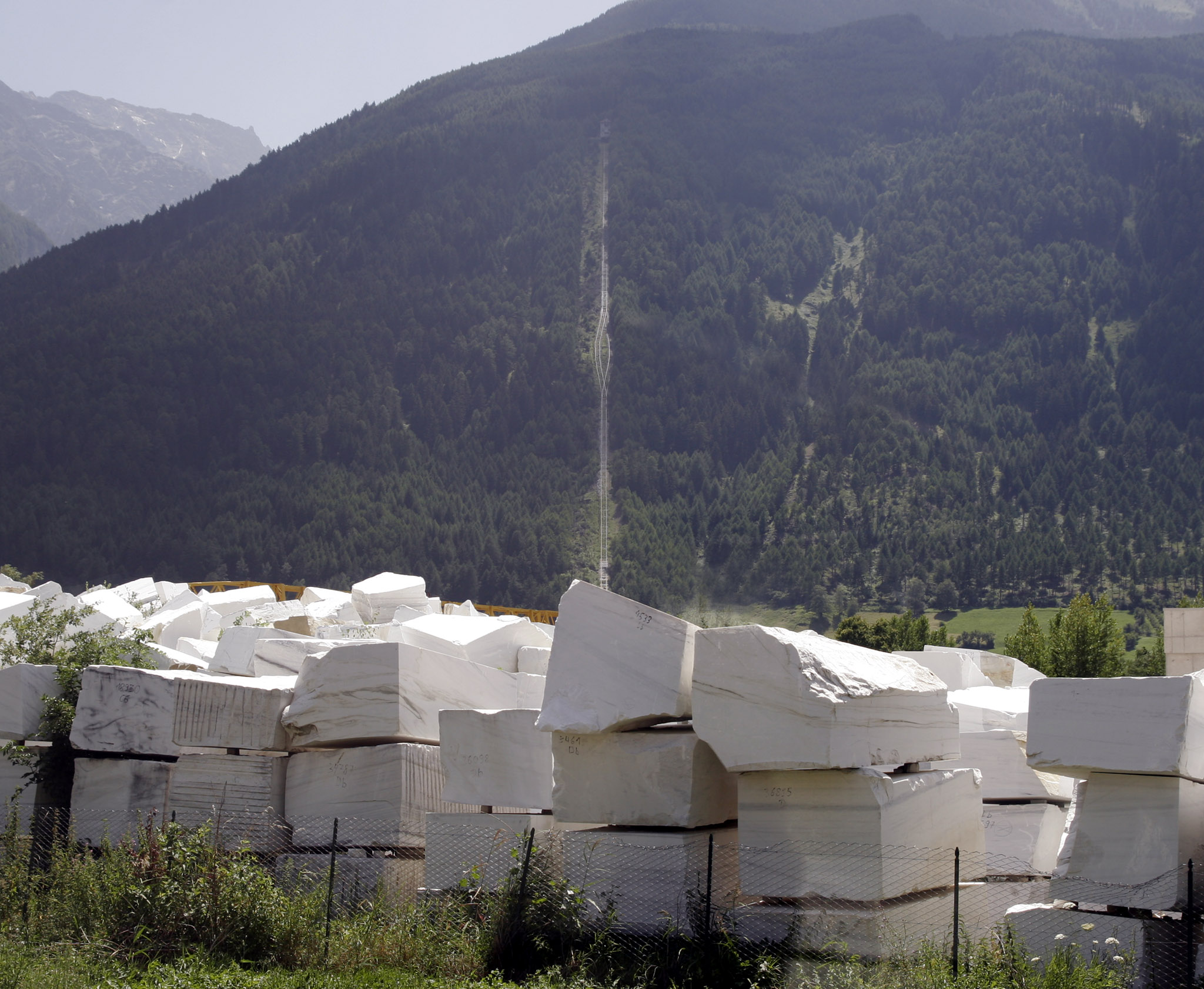
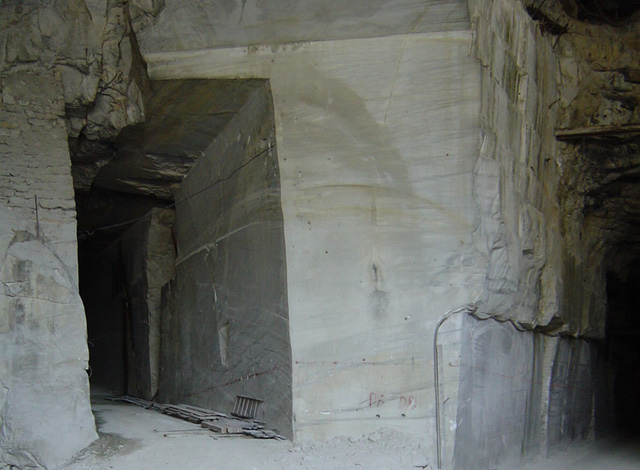